# هامارات
هامارات (به لاتین: Hamarat) یک منطقه مسکونی در جمهوری آذربایجان است که در شهرستان لریک واقع شده است.

## جمعیت
هامارات ۸۹۴ نفر جمعیت دارد.

## ریشه واژه
هامار در زبان تالشی به‌معنی زمین صاف و هموار است و هامارات اشاره به کل ناحیه دارد.